# STOVL

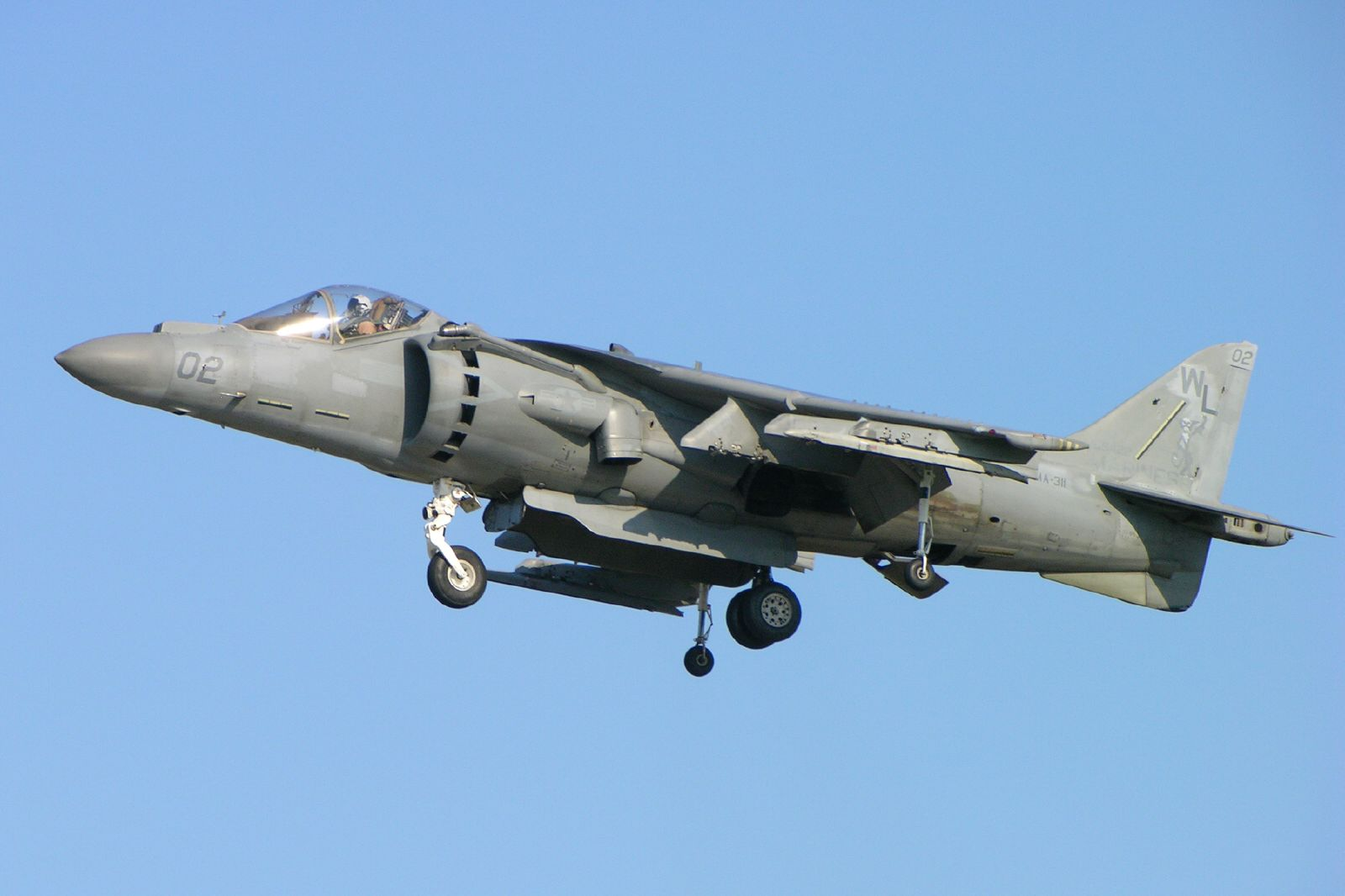
Vznášející se McDonnell Douglas AV-8B Harrier II

STOVL je zkratka pro anglický letecký termín short take-off and vertical landing a jedná se o charakteristiku popisující nároky a schopnosti vzletu a přistání daného letounu. STOVL je zkratkou pro letouny (i helikoptéry, vírníky a vzducholodě), které mohou vzlétnout na krátké vzletové dráze, kdy letoun dosáhne po 450m (1500ft) minimálně výšky 15m (50ft) a přistávat vertikálně (svisle).
Stroje, které jsou schopné startovat i vertikálně (VTOL), používají STOVL pro větší povolenou hmotnost nákladu oproti VTOL vzletu. Například F-35B Lightning II při zkušebních letech prováděl VTOL vzlety, ale v operačním použití používá STOVL.
Příkladem vzducholodě může být Polar 3000 (Guardian Flight Systems), kdy pro VTOL výrobce uváděl tíhu 2t a pro STOVL 4t.